# Daniela Benešová-Hahnová
Daniela Benešová-Hahnová (* 27. září 1929 Klatovy) je česká malířka a grafička.

## Život a kariéra
V letech 1948–1953 vystudovala malbu na Vysoké škole umělecko-průmyslové v Praze v ateliéru monumentální malby u profesora Emila Filly, a pak i tzv. čestný rok v ateliéru užité grafiky u profesora Antonína Strnadla.
Věnuje se malbě, ilustraci, volné grafice a tvorbě Exlibris. Ilustrovala více než padesát knih, převážně pro děti. Technikou jejích prací jsou převážně olejomalba a akvarel, používá i temperu a kresbu, v grafice pak zejména barevnou litografii, suchou jehlu a lept.
Jednou z jejích nejsilnějších inspirací je Chopinova hudba, jejíž akordy se ozývají v barevnosti jejích maleb, a pak krajina, sdílená s diváky více jako krajina duše či symbol krajiny, v němž je zakódováno pevné citové pouto k rodnému kraji, k místu jistot a tajemství.

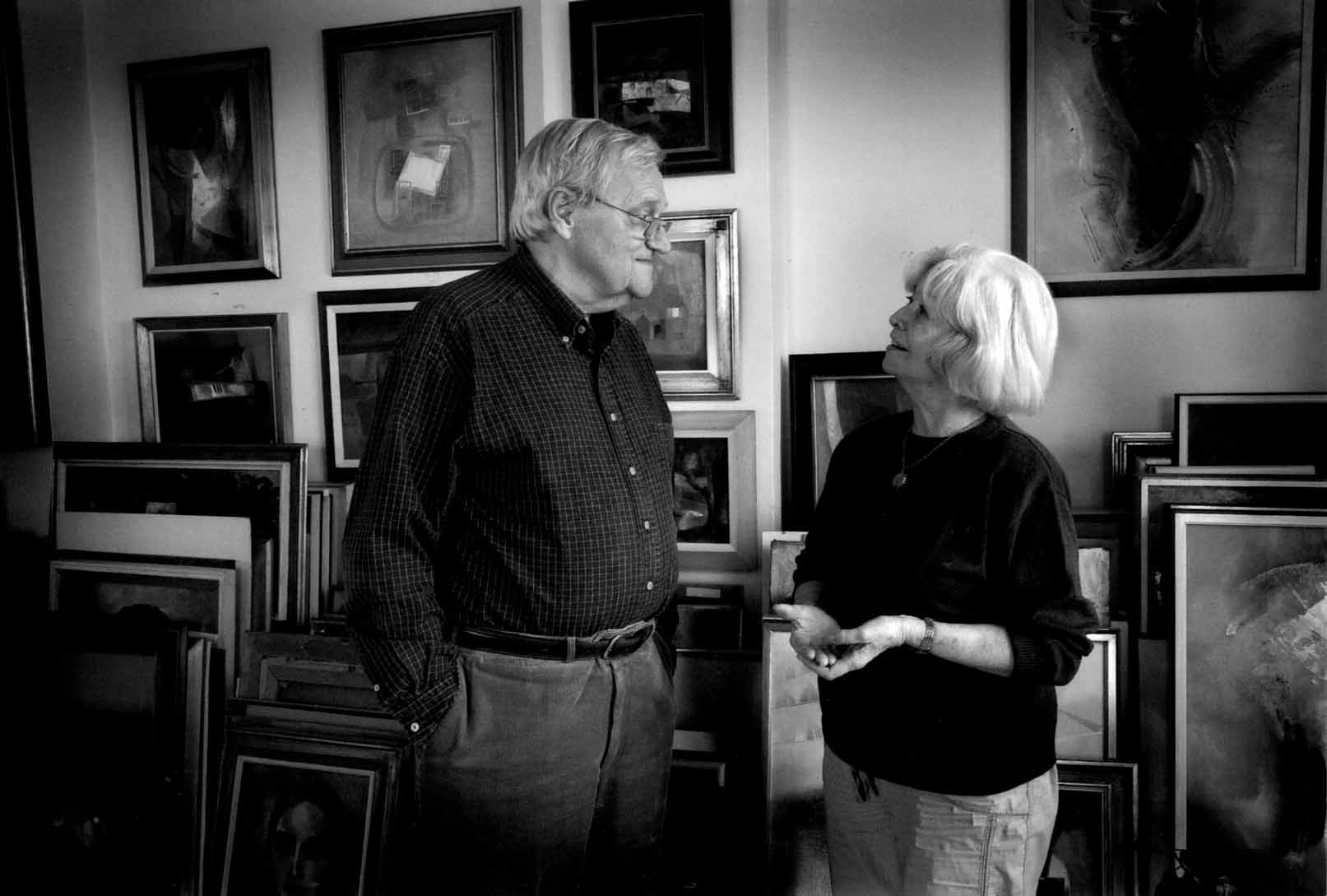
Daniela a Karel Benešovi, 2012

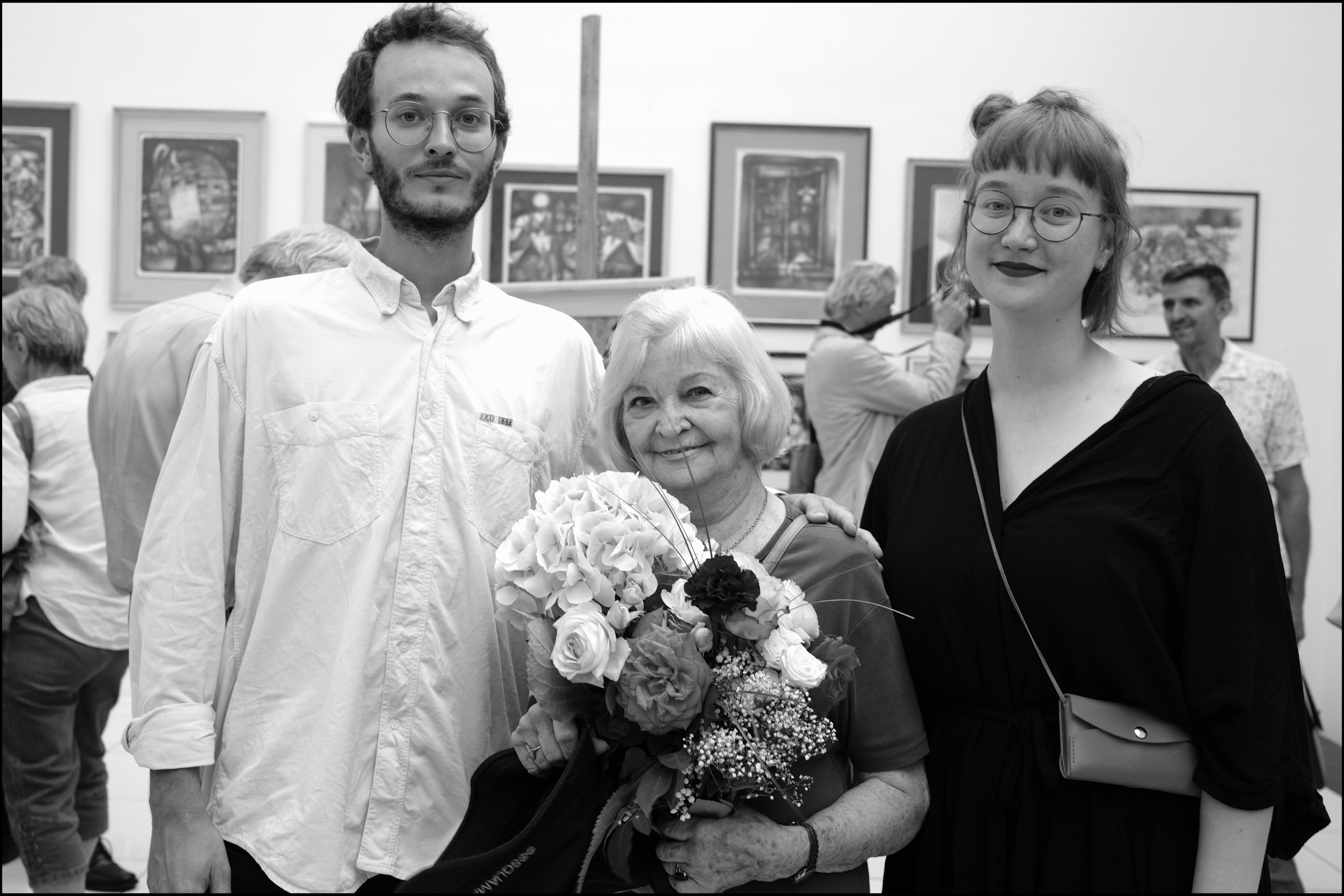
Daniela Benešová s vnoučaty Bonifácem a Hermínou

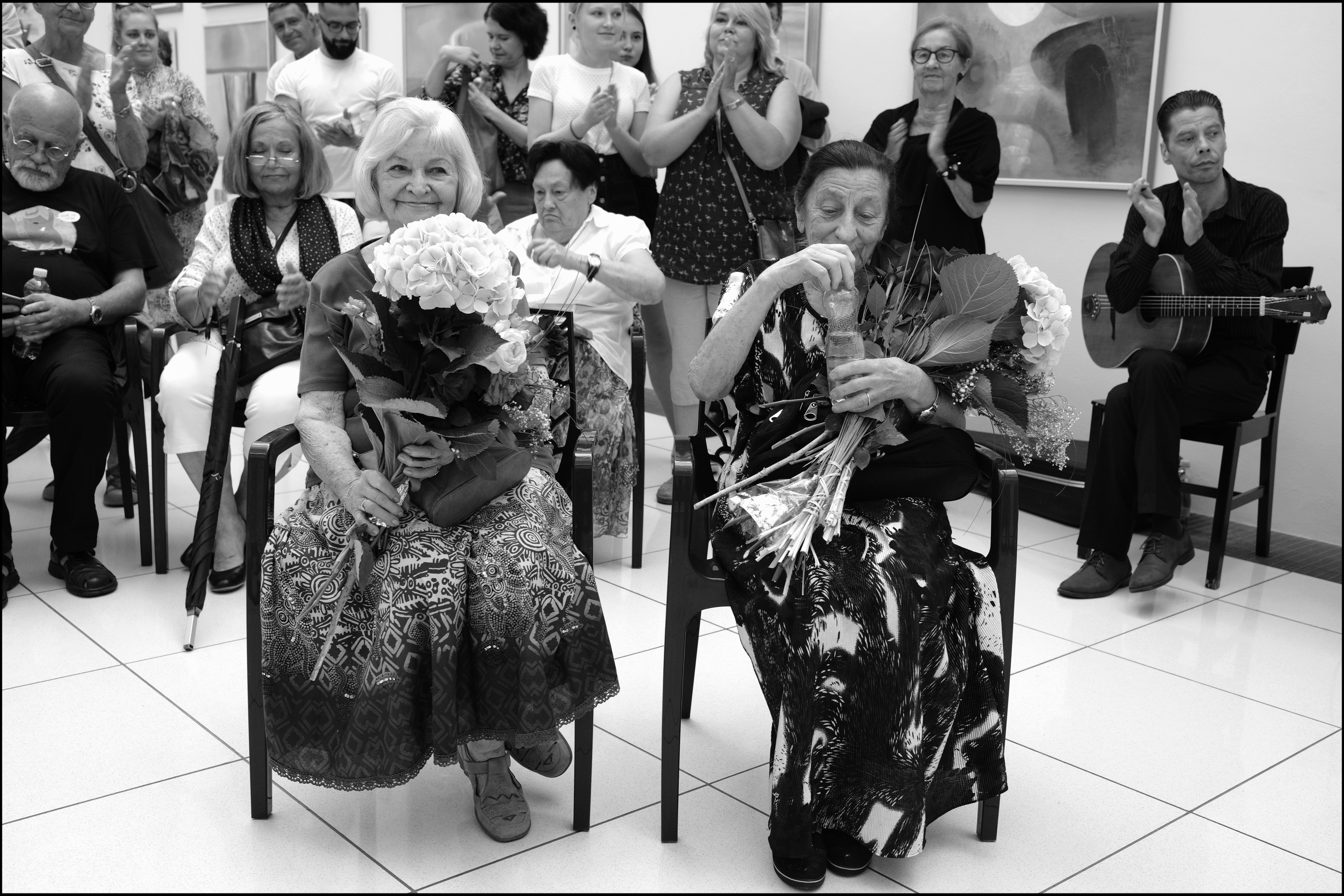
Daniela Benešová a Alena Antonová

Od roku 1954 trvale žije a pracuje v Praze. S manželem Karlem Benešem (1932–2021) uspořádala většinu ze svých více než osmdesáti autorských výstav. Účastní se i kolektivních výstav malby, grafiky a exlibris, pořádaných zejména Sdružením českých umělců-grafiků Hollar a Sdružením pražských malířů a sochařů, jejichž je členkou. O svém životě podala svědectví na portálu Paměť národa.
Syn Pavel Beneš je grafik a pedagog a dcera Petra Adámková malířka.

## Výstavy
Samostatné výstavy (výběr)
- 1967 Muzeum J. A. Komenského, Uherský Brod; Slezské muzeum, Opava;
- 1972 Věž Jelenka, Strakonice;
- 1975 Kabinet grafiky, Olomouc; Galerie D, Praha;
- 1977 Opava; Muzeum v Krnově;
- 1978 Zlatá lilie, Praha; Olomouc; Galerie Ve věži, Mělník;
- 1980 Zlatá ulička, Praha;
- 1981 Přerov; Panský dům, Uherský Brod; ZK Adamov;
- 1983 Dům umění, Opava; Mariánské Lázně;
- 1984 ZK Veselí na Moravě; Čs. spisovatel, Praha; Uherské Hradiště;
- 1985 Šolcův dům, Sobotka;
- 1986 Stadtmuseum, St. Pölten, Rakousko; Mahlergalerie, Vídeň, Rakousko; Galerie Heckel, Mannheim, SRN; Karlovy Vary;
- 1987 Divadlo Zdeňka Nejedlého, Chrudim; KD Jesenice; Muzeum Prostějovska, Prostějov;
- 1988 KD Moravská Třebová; Bürgerhaus Sprendlingen, Dreieich, SRN; Uherské Hradiště;
- 1989 Plzeň; Brusel – Liége – Antverpy, Belgie; Hus-Haus Konstanz, SRN; Galerie Purkyně, Karlovy Vary;
- 1990 Přerov;
- 1991 Haus der Begegnung, Bad Nenndorf, SRN;
- 1992 Galleri Lykkegärd, Nr. Nebel, Dánsko; Zámek Strážnice;
- 1993 Galerie Haarmann, Ratingen, SRN;
- 1994 Klicperovo divadlo, Hradec Králové; Galerie Dierkes, Kevelaer, SRN; Galerie BASF, Schwarzheide, SRN.
- 1995 Prostějov; Viva Zlín; Galerie D, Uherské Hradiště;
- 1997 Kunovice
- 1998 Bad Nenndorf, SRN; Galerie Kleeblatt
- 1999 Okresní muzeum, Přerov; Muzeum, Pelhřimov;
- 2000 Zámek Buchlovice;
- 2001 Galerie BASF, Schwarzheide, SRN; Kabinet ex libris, Chrudim;
- 2002 Galerie D, Uherské Hradiště; Kunovice;
- 2004 Ceunca, Španělsko
- 2004 Rabasova galerie, Rakovník
- 2006 Galerie Chagall, Karviná
- 2008 Galerie Deset, Praha; Galerie Ikaros, Slaný
- 2009 Jízdárna zámku Kozel
- 2010 Hotell Villa, Praha
- 2012 Galerie Koruna, Hradec Králové
- 2013 Vlčnov
- 2015 Týn nad Vltavou
- 2019 Daniela Benešová 90, Galerie Hollar, Praha
- 2020 My pluli dál a dál, Nová síň, Praha

## Ilustrované knihy (výběr)
- 1957 Pohádky dvanácti měsíčků (Jaroslav Závada)
- 1958 Cestička k domovu (K. V. Rais)
- 1960 Vo modrym ptáčku (J. Š. Baar)
- 1963 Hanýžka a Martínek (J. Š. Baar), ISBN 9788070213551
- 1973 Heidi, děvčátko z hor (Johanna Spyriová), ISBN 9788000054261
- 1980 Slovo proměny (Květa Sokolovská)
- 1982 Kvítí u cesty (Heda Průchová)
- 1985 Pohádkový svět (Vladimír Kovařík)
- 1989 Rumunské pohádky (Contes Roumains, Marie Kavková), ISBN 2700011554